# Finger (Tennessee)
Pour les articles homonymes, voir Finger.
Finger est une municipalité américaine située dans le comté de McNairy au Tennessee.
Selon le recensement de 2010, Finger compte 298 habitants. La municipalité s'étend alors sur une superficie de 1,53 mille carré (3,96 km2).
La localité est probablement nommée en l'honneur d'Andrew Jackson Finger. Cependant, selon une légende locale, ce nom aurait été donné lors d'une réunion publique où le receveur des postes montrait du doigt (en anglais : finger) les propositions de nom fournies par le United States Postal Service. Finger devient une municipalité en 1970. Le premier Hard Rock Cafe, ouvert en 1971, aurait été copié sur un restaurant local, le Finger Diner.